# Chlorospingus inornatus
El clorospingo del Pirre (Chlorospingus inornatus) es una especie de ave paseriforme de la familia Emberizidae endémica de Panamá. Anteriormente se clasificaba en la familia Thraupidae.

## Distribución y hábitat
Se encuentra únicamente en las bosques húmedos de montaña de Panamá.